# Tillandsia humilis
Tillandsia humilis är en gräsväxtart som beskrevs av Karel Presl. Tillandsia humilis ingår i släktet Tillandsia och familjen Bromeliaceae. Inga underarter finns listade i Catalogue of Life.

## Bildgalleri

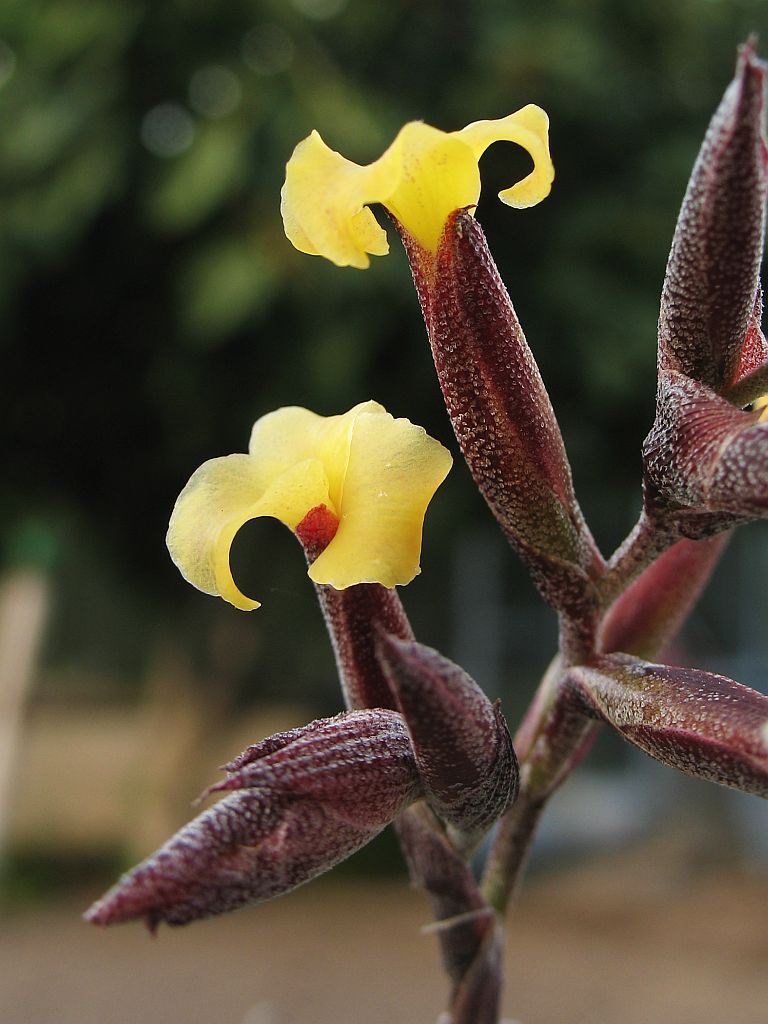
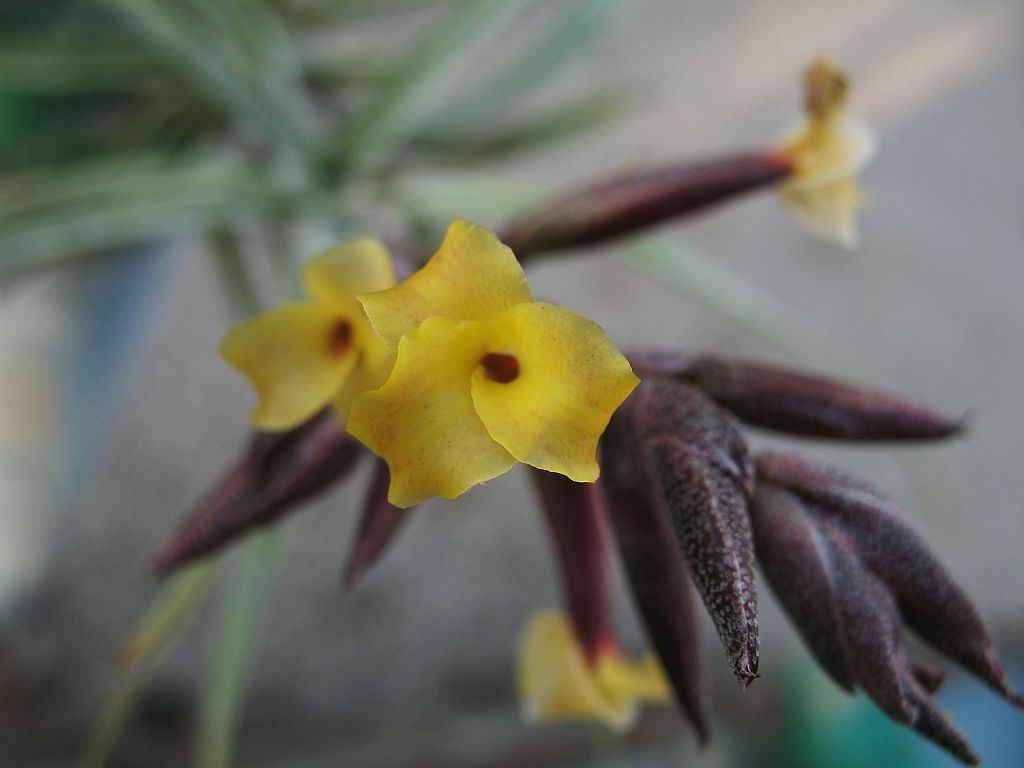